# Premazepam
Premazepam é um derivado benzodiazepínico. É um agonista parcial dos receptores benzodiazepínicos e, em 1984, foi demonstrado que possui propriedades ansiolíticas e sedativas em humanos, mas nunca foi comercializado.

## Propriedades
As doses iniciais de premazepam administradas a cobaias humanas demonstraram resultados de testes psicológicos semelhantes aos produzidos pelo diazepam. Também foi demonstrado que a dosagem inicial com premazepam produz efeitos sedativos semelhantes aos do diazepam, embora as deficiências psicomotoras sejam maiores com o premazepam do que com o diazepam. Com doses repetidas por mais de um dia, o premazepam causa menos sedação e menos comprometimento psicomotor do que o diazepam. Premazepam possui propriedades sedativas e ansiolíticas. O premazepam produz mais alterações no EEG nas ondas lentas e menos nas ondas rápidas do que o diazepam. Os testes mostraram que 15mg de premazepam é aproximadamente equivalente a 10mg de diazepam.

## Farmacologia
Premazepam é uma benzodiazepina pirrolodiazepínica e atua como agonista parcial dos receptores dos benzodiazepínicos. O tempo médio necessário para atingir os níveis plasmáticos máximos é de 2 horas e a meia-vida biológica do premazepam em humanos é de 11,5 horas. Cerca de 90% da droga é excretada na forma inalterada. Dos 10% restantes da droga, nenhum dos metabólitos mostrou qualquer atividade farmacológica. Desse modo, o premazepam não produz metabólitos ativos em humanos.